# Vlag van Boutersem
De vlag van Boutersem werd door de gemeenteraad op 17 september 1986 en nogmaals op 17 november 1986 officieel vastgesteld als de gemeentelijke vlag van de Vlaams-Brabantse gemeente Boutersem. Op 10 maart 1987 werd hij door het Bestuur van Vlaanderen bevestigd en uiteindelijk gepubliceerd op 3 december 1987 in het officiële Belgisch Staatsblad.
Officieel wordt de vlag beschreven als:
Groen met een gele geopende woontoren met puntdak, gemetseld en met valhek van rood, geplaatst op een witte heuvel met zeven toppen (3 en 4).
De vlag is volledig gebaseerd op het gemeentewapen en ziet er dus helemaal hetzelfde uit.
De vlag dat in Boutersem wordt gebruikt, tonen een variant van deze vlag met het gouden tekst GEMEENTE BOUTERSEM boven de toren.

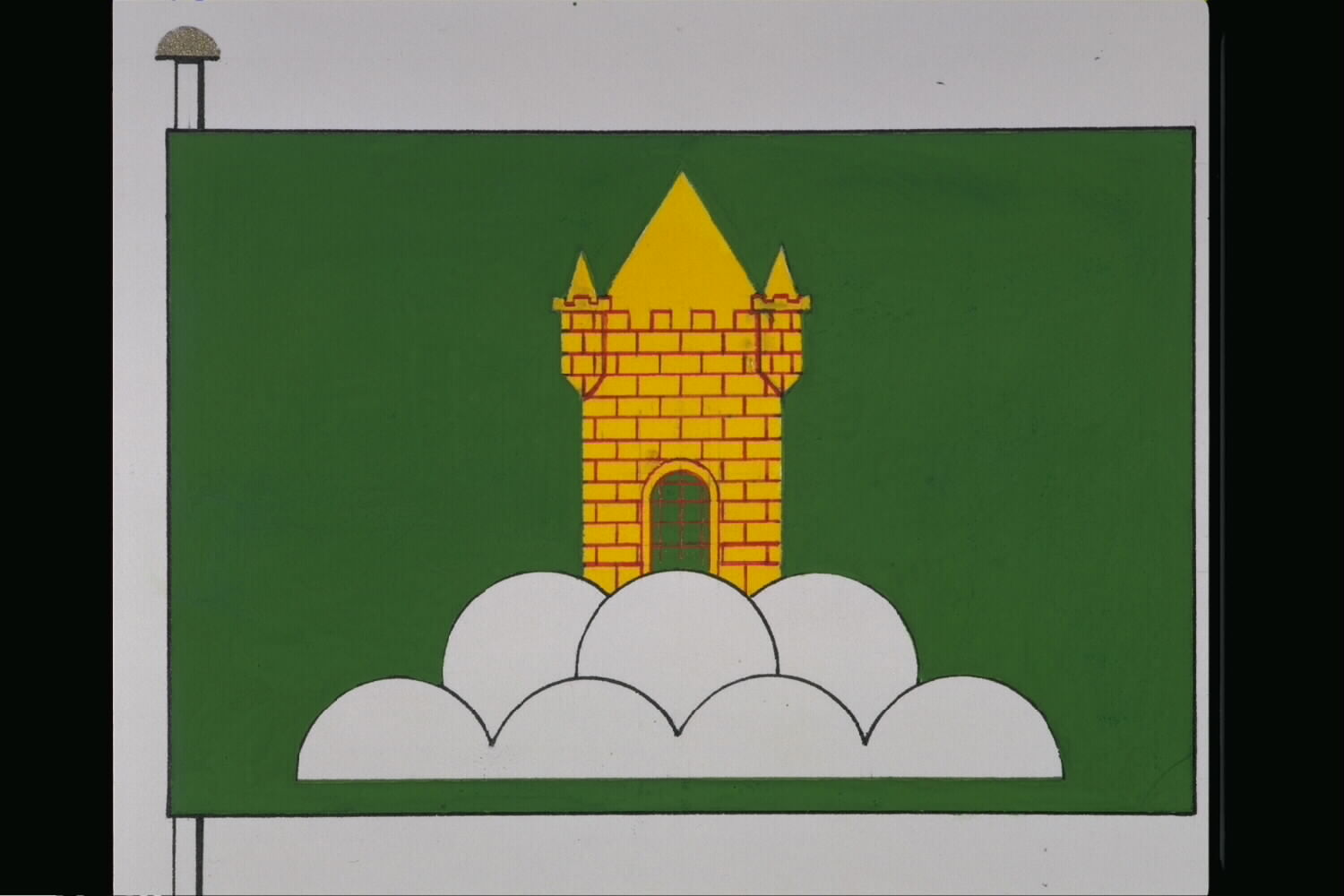
Officiële tekening van de vlag
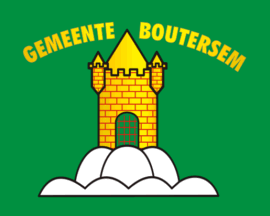
Vlag gebruikt door de gemeenteraad
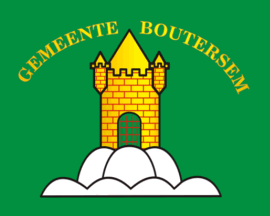
Variant